# Ampola de Monza

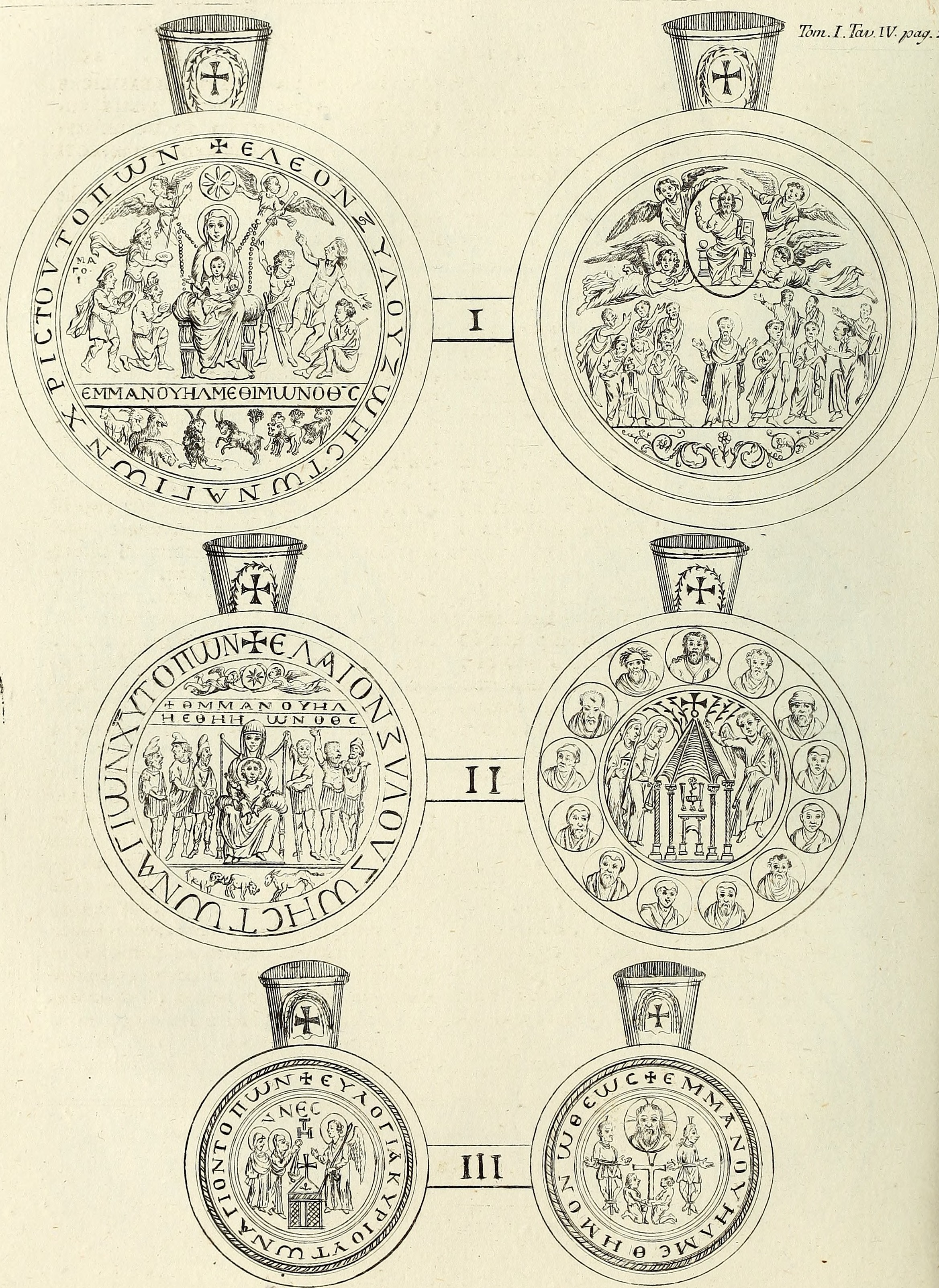
Memórias históricas de Monza e sua Corte (1794)

As Ampolas de Monza formam a maior coleção de um tipo específico de ampolas de peregrinação do início da Idade Média ou pequenos frascos projetados para armazenar óleo sagrado de locais de peregrinação na Terra Santa relacionados à vida de Jesus.
Eles foram feitos na Palestina, provavelmente nos séculos V a VII, e estão no Tesouro da Catedral de Monza, ao norte de Milão, na Itália, desde que foram doados por Teodelinda, rainha dos lombardos (c. 570-628). Como a grande maioria dos exemplares sobreviventes de tais frascos são os do grupo Monza, o termo pode ser usado para abranger esse tipo de objeto em geral.
O segundo maior grupo foi descoberto em um sepultamento na Abadia de Bobbio, não muito longe de Monza, e nomes como frasco de Monza/Bobbio ampulhetas ou flascos estão entre os muitos termos pelos quais esses objetos são descritos. Os poucos outros exemplos encontram-se agora espalhados pelo mundo; este artigo trata de todo o grupo de mais de cinquenta ampulhetas conhecidas, estejam onde estiverem. Exemplares de ampulhetas comparáveis provenientes de locais de peregrinação fora da Terra Santa também sobreviveram, por exemplo um muito semelhante de um sítio sírio relacionado ao São Sérgio, atualmente no Walters Art Museum, em Baltimore.
As ampulhetas são fundidas em vários metais, incluindo prata (talvez "prateadas" seja mais preciso), estanho e chumbo, e são principalmente de interesse devido às imagens que carregam, provenientes de um período que deixou pouquíssimos vestígios na arte e que foi de importância crucial para o estabelecimento da iconografia de muitos temas cristãos. Também se acredita que elas representem edifícios e santuários encontrados em Jerusalém nos séculos VI e início do VII, fornecendo evidências importantes quanto à aparência inicial desses locais. Elas eram trazidas da Terra Santa cheias de óleo utilizado em lâmpadas acesas diante de importantes santuários de peregrinação. Apesar de terem acabado no coração da igreja institucional sob patrocínio real, as ampulhetas foram feitas como souvenirs produzidos em massa, provavelmente relativamente baratos, cujos desenhos refletem as experiências e preocupações dos peregrinos, assim como as da igreja.